# Saba Douglas-Hamilton
Saba Iassa Douglas-Hamilton (* 7. Juni 1970 in Kenia) ist eine kenianische Umweltschützerin und Dokumentarfilmerin.

## Leben
Douglas-Hamilton wurde in der Nähe von Naivasha im Great Rift Valley in Kenia als Tochter des Zoologen Iain Douglas-Hamilton und Oria Douglas-Hamilton, geb. Rocco, geboren. Saba bedeutet „sieben“ in Swahili. Den Namen erhielt sie von Massai-Frauen, da sie um 07.00 Uhr geboren wurde, daneben war sie das siebte Enkelkind. Ihre erste Sprache war Swahili und sie wuchs mit kenianischen Kindern auf. Sie ist eine Urenkelin von Alfred Douglas-Hamilton, 13. Duke of Hamilton. Ihre Schwester Mara Mond Douglas-Hamilton, bekannt als „Dudu“, ist Filmproduzentin.
Douglas-Hamilton ging nicht in Kenia zur Schule, sondern erst nach ihrem siebten Lebensjahr in ein Mädchen-Internat in Großbritannien. Später beschrieb sie diese Zeit „wie ein Gefängnis“. Sie besuchte das Atlantic College in Süd-Wales. Durch gute Leistungen erwarb sie einen Platz an der University of St. Andrews in Schottland und erhielt dort ihren Master-Abschluss in Sozialanthropologie mit einer Arbeit über „Konzepte der Liebe und Sexualität unter den Bajuni-Menschen des Kiwaiyu Island in Kenia“.

## Karriere
Nach ihrem Studium in Großbritannien arbeitete sie für die Save the Rhino Trust in Namibia. Daneben half sie der Organisation Save the Elephants, die von ihrem Vater gegründet wurde. Dabei führte sie Studien über Nashörner und Elefanten durch und erforschte die Lebensweise der Dickhäuter. Später schrieb sie Kolumnen über die Gefährdung der Elefanten durch den Menschen.
Seit 2000 produziert Douglas-Hamilton eine Reihe von Tierdokumentationen für die BBC. Die meisten spielen in Afrika und handeln über große Säugetiere. Seit 2002 ist sie Co-Moderatorin der Serie Big Cat Diary mit Jonathan Scott und Simon King. Im Jahr 2006 ist sie gemeinsam mit Nigel Marven in einer Episode von Prehistoric Park zu sehen. Als Großkatzenexpertin hilft sie Marven, Säbelzahnkatzen zu studieren. Weitere Dokumentarfilme produzierte sie über Großkatzen und Spitzmaulnashörner.
Im März 2008 berichtete sie in einer dreiteiligen BBC-Dokumentation namens Unbekanntes Afrika über den Stand der Tierwelt in den Komoren, der Zentralafrikanischen Republik und Angolas.
2009 drehte sie gemeinsam mit ihrem Vater The Secret Life of Elephants. Der Dokumentarfilm zeigt, wie Elefanten, u. a. auch solche, die durch die Organisation Save the Elephants versorgt werden, leben. Die Serie verkaufte sich gut über DVD.
Seit dem 4. Februar 2006 ist sie mit dem Archäologen und Autor Frank Pope verheiratet. Sie ist Mutter von drei Töchtern.

## Filmographie
- 2004: The Way We Went Wild
- 2005: Mutual of Omaha’s Wild Kingdom
- 2005–2009: Big Cat Diary
- 2006: Big Bear Week
- 2006: Prehistoric Park – Aussterben war gestern
- 2011: The Greatest Return